# P.L. Reddy Memorial Challenger 2014
Il P.L. Reddy Memorial Challenger 2014, noto come Shriram Capital P.L. Reddy Memorial Challenger 2014 per motivi di sponsorizzazione, è stato un torneo di tennis facente parte della categoria ATP Challenger Tour nell'ambito dell'ATP Challenger Tour 2014. È stata l'unica edizione del torneo, si è giocato a Chennai in India dal 3 al 9 febbraio 2014 su campi in cemento e aveva un montepremi di 50.000 dollari.

## Partecipanti singolare

### Teste di serie
| Nazionalità | Giocatore        | Ranking* | Testa di serie |
| ----------- | ---------------- | -------- | -------------- |
| India       | Somdev Devvarman | 103      | 1              |
| Russia      | Evgenij Donskoj  | 129      | 2              |
| Slovenia    | Blaž Rola        | 152      | 3              |
| Ucraina     | Illja Marčenko   | 160      | 4              |
| Moldavia    | Radu Albot       | 167      | 5              |
| Francia     | David Guez       | 169      | 6              |
| India       | Yuki Bhambri     | 173      | 7              |
| Italia      | Thomas Fabbiano  | 183      | 8              |

- Ranking al 27 gennaio 2014.

### Altri partecipanti
Giocatori che hanno ricevuto una wild card:
- Ramkumar Ramanathan
- Saketh Myneni
- Jeevan Nedunchezhiyan
- N. Sriram Balaji

Giocatori che sono passati dalle qualificazioni:
- Prajnesh Gunneswaran
- Sanam Singh
- Victor Baluda
- Michael Venus

## Vincitori

### Singolare
Yuki Bhambri ha battuto in finale  Aleksandr Kudrjavcev con il punteggio di 4–6, 6–3, 7–5

### Doppio
Yuki Bhambri /  Michael Venus hanno battuto in finale  Sriram Balaji /  Blaž Rola con il punteggio di 6–4, 7–6(7–3)